# Забаринська сільська рада
Заба́ринська сільська́ ра́да — адміністративно-територіальна одиниця та орган місцевого самоврядування в Зачепилівському районі Харківської області. Адміністративний центр — село Забарине.

## Загальні відомості
- Забаринська сільська рада утворена в 1923 році.
- Територія ради: 46,66 км²
- Населення ради: 842 особи (станом на 2001 рік)
- Територією ради протікає річка Вошива.

## Історія
У 1923 році утворено як Олександрівську сільську Раду, перейменовано у Забаринську сільську раду у 1957 році.

## Населення
Згідно з переписом УРСР 1989 року чисельність наявного населення сільської ради становила 820 осіб, з яких 371 чоловік та 449 жінок.
За переписом населення України 2001 року в сільській раді мешкала 791 особа.

### Мова
Розподіл населення за рідною мовою за даними перепису 2001 року:
| Мова       | Відсоток |
| ---------- | -------- |
| українська | 94,54 %  |
| російська  | 4,04 %   |
| молдовська | 0,12 %   |
| інші       | 1,30 %   |

## Населені пункти
Сільській раді були підпорядковані населені пункти:
- с. Забарине
- с. Олександрівка

## Склад ради
Рада складалася з 16 депутатів та голови.
- Голова ради: Бака Світлана Валентинівна
- Секретар ради: Гриценко Олена Степанівна

### Керівний склад попередніх скликань
| Прізвище, ім'я, по батькові | Основні відомості                                                                       | Дата обрання | Дата звільнення |
| --------------------------- | --------------------------------------------------------------------------------------- | ------------ | --------------- |
| Ващенко Микола Дмитрович    | Сільський голова, 1951 року народження, член Народно-демократичної партії               | 26.03.2006   | 31.10.2010      |
| Бака Світлана Валентинівна  | Сільський голова, 1976 року народження, освіта середня спеціальна, член Партії регіонів | 31.10.2010   |                 |

Примітка: таблиця складена за даними сайту Верховної Ради України

### Депутати
За результатами місцевих виборів 2010 року депутатами ради стали:

#### За суб'єктами висування
| Суб'єкт висування               | Кількість обраних депутатів | %    |
| ------------------------------- | --------------------------- | ---- |
| Партія регіонів                 | 14                          | 87,5 |
| Політична партія «Наша Україна» | 2                           | 12,5 |

#### За округами
| № округу                        | Прізвище, ім'я, по батькові       | Дата визнання обраним | Освіта             | Партійна приналежність                | Відомості про обраного депутата                                    |
| ------------------------------- | --------------------------------- | --------------------- | ------------------ | ------------------------------------- | ------------------------------------------------------------------ |
| Партія регіонів                 |                                   |                       |                    |                                       |                                                                    |
| 1                               | Зеленський Григорій Васильович    | 03.11.2010            | середня            | член Партії регіонів                  | тимчасово не працює                                                |
| 2                               | Шевченко Олена Миколаївна         | 03.11.2010            | середня спеціальна | член Партії регіонів                  | тимчасово не працює                                                |
| 3                               | Коржевич Світлана Євгеніївна      | 03.11.2010            | вища               | член Партії регіонів                  | Забаринська загальноосвітня школа І-ІІ ст., вчитель біології       |
| 4                               | Владимирець Григорій Анатолійович | 03.11.2010            | середня            | член Партії регіонів                  | тимчасово не працює                                                |
| 5                               | Матісек Тамара Анатоліївна        | 03.11.2010            | середня            | член Партії регіонів                  | ТОВ"Новий сад", охоронець                                          |
| 6                               | Прихач Вікторія Валентинівна      | 03.11.2010            | середня спеціальна | член Партії регіонів                  | Забаринська сільська рада, секретар                                |
| 9                               | Просяник Наталія Геннадіївна      | 03.11.2010            | середня            | член Партії регіонів                  | Оленсандрівське відділення поштового зв'язку, секретар             |
| 10                              | Таратута Віктор Миколайович       | 03.11.2010            | середня спеціальна | член Партії регіонів                  | Олександрівська ветеринарна амбулаторія, фельдшер                  |
| 11                              | Гриценко Олена Степанівна         | 03.11.2010            | середня спеціальна | член Партії регіонів                  | тимчасово не працює                                                |
| 12                              | Запорожець Світлана Григорівна    | 03.11.2010            | середня спеціальна | член Партії регіонів                  | Забаринська загальноосвітня школа І-ІІ ст., вчитель основ здоров'я |
| 13                              | Стеценко Тетяна Григорівна        | 03.11.2010            | середня спеціальна | член Партії регіонів                  | Олександрвський фельшердсько-акушерський пункт, завідувачка        |
| 14                              | Владимирець Ольга Миколаївна      | 03.11.2010            | вища               | член Партії регіонів                  | Забаринська загальноосвітня школа І-ІІ ст., вчитель історії        |
| 15                              | Івахненко Юрій Анатолійович       | 03.11.2010            | середня            | член Партії регіонів                  | тимчасово не працює                                                |
| 16                              | Альошин Сергій Григорович         | 03.11.2010            | вища               | член Партії регіонів                  | тимчасово не працює                                                |
| Політична партія «Наша Україна» |                                   |                       |                    |                                       |                                                                    |
| 7                               | Тютюнник Ростислав Володимирович  | 03.11.2010            | вища               | член Політичної партії «Наша Україна» | приватний підприємець                                              |
| 8                               | Жулід Максим Васильович           | 03.11.2010            | вища               | член Політичної партії «Наша Україна» | Бердянська сільська рада, бухгалтер                                |